# Eupetaurus tibetensis
Eupetaurus tibetensis – gatunek ssaka z rodzaju wełnolot w rodzinie wiewiórkowatych, występujący endemicznie u zbiegu granic Indii, Bhutanu i Tybetu. Gatunek został opisany w 2021 r. na podstawie różnic morfologicznych i molekularnych okazów opisanych w toku badań terenowych i kwerendy w zbiorach muzealnych. Gatunek słabo zbadany.